# Brimpsfield Castle

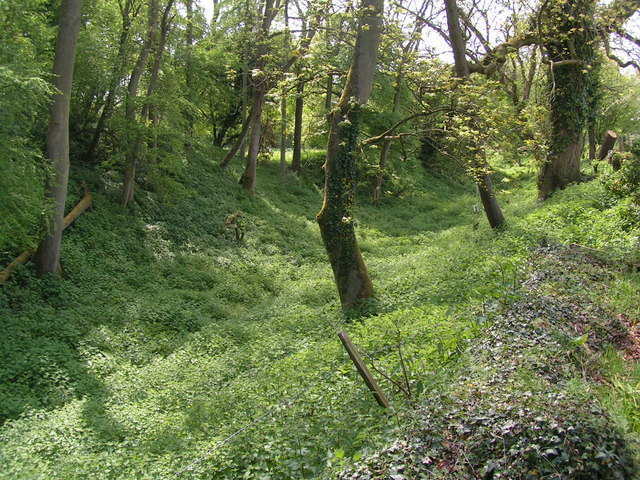
Brimpsfield Castle heute

Brimpsfield Castle ist eine Burgruine im Dorf Brimpsfield zwischen den Städten Gloucester und Cirencester in der englischen Grafschaft Gloucestershire.
Die erste Burg an dieser Stelle entstand vermutlich nach der normannischen Eroberung Englands. Später, im 12. oder 13. Jahrhundert, wurde sie durch eine steinerne Burg ersetzt.
Ihr Besitzer, John Giffard, 2. Baron Giffard, rebellierte gegen König Eduard II. und wurde 1332 hingerichtet. Die Burg wurde dann geschleift.
Heute sind auf dem Anwesen noch ein Mound mit einem äußeren Wall und Burggraben sowie die Fundamente eines Torhauses zu sehen.